# Bess Myerson
Bess Myerson (16 de julio de 1924 – 14 de diciembre de 2014) fue una política, modelo y actriz de televisión estadounidense que en 1945 se convirtió en la primera Miss América judía. Su logro, tras el Holocausto, fue visto como una afirmación del lugar de los judíos en la vida estadounidense. Fue una heroína para parte de la comunidad judía, donde «era la chica guapa más famosa desde la reina Ester».
Myerson hizo frecuentes apariciones en televisión durante las décadas de 1950 y 1960. Fue comisionada del gobierno de la Ciudad de Nueva York, formó parte de comisiones presidenciales desde los años sesenta hasta los ochenta y se presentó sin éxito al Senado de los Estados Unidos. Su carrera en el servicio público terminó a finales de la década de 1980, cuando fue acusada de soborno y conspiración. Fue absuelta tras un juicio muy publicitado.

## Biografía
Myerson nació en el Bronx, Nueva York, hijo de Louis Myerson y Bella (de soltera Podell), judíos que habían inmigrado de Rusia. El padre de Myerson trabajaba como pintor de casas, personal de mantenimiento y carpintero. Tras el nacimiento de Myerson, la familia se mudó del South Bronx a Shalom Aleichem Houses, un complejo cooperativo de apartamentos en el norte del Bronx. Tenía tres hermanos: una hermana menor, Helen; una hermana mayor, Sylvia; y un hermano, Joseph, que murió a los 3 años, antes de que Myerson naciera.
La educación de Bess hacía hincapié en la importancia de la erudición por encima de la belleza física. Además de comerciantes, entre sus vecinos había poetas, escritores y artistas. Myerson alcanzó su estatura adulta a los 12 años, y sobresalía por encima de otros niños, algo que, según ella, la hizo sentirse "torpe y embobada" durante su preadolescencia. Myerson recuerda que uno de sus peores recuerdos de la infancia fue interpretar a Olivia Olivo, el alto y delgado personaje de los dibujos animados Popeye, en una obra de teatro de la escuela primaria.
Myerson empezó a estudiar piano a los 9 años y en 1937 ingresó en la segunda promoción de la Escuela Superior de Música y Arte de Nueva York, donde se graduó en 1941. Estudió en el Hunter College, donde se licenció en música con un bachiller universitario en letras en 1945. Para mantenerse a sí misma y a su familia mientras estudiaba, dio clases de piano por cincuenta centavos la hora y trabajó como monitora musical en un campamento de verano para chicas en Vermont.

### Miss America
A los 21 años, Myerson medía 5 pies 10 pulgadas (177,8 cm) y tenía una "exuberante cabellera castaña". John C. Pape, un magnate del acero retirado y fotógrafo aficionado que la había contratado como modelo mientras estudiaba en la universidad, inscribió a Myerson en el concurso de Miss Nueva York sin que ella lo supiera. Cuando su hermana Sylvia, que conocía a Pape, le habló del concurso, Myerson se enfadó porque consideraba que el mundo de la belleza era "vergonzoso". Sin embargo, Sylvia la convenció para que participara, y se presentó al concurso en traje de baño con un bañador prestado.
Myerson disfrutó compitiendo en el concurso, en el que destacó entre las demás concursantes por su altura. El 15 de agosto de 1945, el día de la rendición de Japón (VJ Day), ganó el concurso del certamen y pasó al de Miss America, en parte motivada por la beca de 5.000 dólares que se concedía a la ganadora. Dijo a los entrevistadores que quería comprar un piano de cola Steinway negro con el dinero de la beca.
Myerson fue la candidata de Miss Nueva York en el concurso de Miss America de 1945, y compitió en la sección de talentos del concurso interpretando música de Edvard Grieg y George Gershwin. Antes del concurso, la presionaron para que utilizara un seudónimo que "sonara menos judío". A pesar de las revelaciones sobre el Holocausto en los meses anteriores, Estados Unidos seguía siendo percibido como una sociedad protestante anglosajona que manifestaba hostilidad hacia las personas de ascendencia judía. Myerson se negó y fue objeto de un gran antisemitismo. Después de ganar el título el 8 de septiembre de 1945, tres de los cinco patrocinadores del concurso renunciaron a que representara a sus empresas como Miss America.
Se pagó estudios de posgrado en Juilliard y en la Universidad de Columbia con el dinero de las becas del concurso. Aspirante a pianista, dio brevemente recitales en el circuito del vodevil antes de darse cuenta de que el público estaba más interesado en verla en traje de baño. En 1946, tocó en un concierto de música popular en el Carnegie Hall con miembros de la Filarmónica de Nueva York.
Durante su gira de un año como Miss América, Myerson se encontró con carteles de "No judíos" en hoteles y clubes de campo. Estas experiencias la llevaron a dar conferencias en nombre de la Liga Antidifamación tituladas "You Can't Be Beautiful and Hate". Myerson se convirtió en una firme opositora del antisemitismo y el racismo, y su gira de conferencias se convirtió en el punto culminante de su reinado como Miss America.
En 2015, Religion News Service observó que en el momento en que ganó el concurso, los demacrados supervivientes de los campos de concentración acababan de despojarse de sus ropas de prisión. "Bess Myerson representaba la resurrección del cuerpo judío—el viaje de la degradación a la belleza."

### Televisión y política

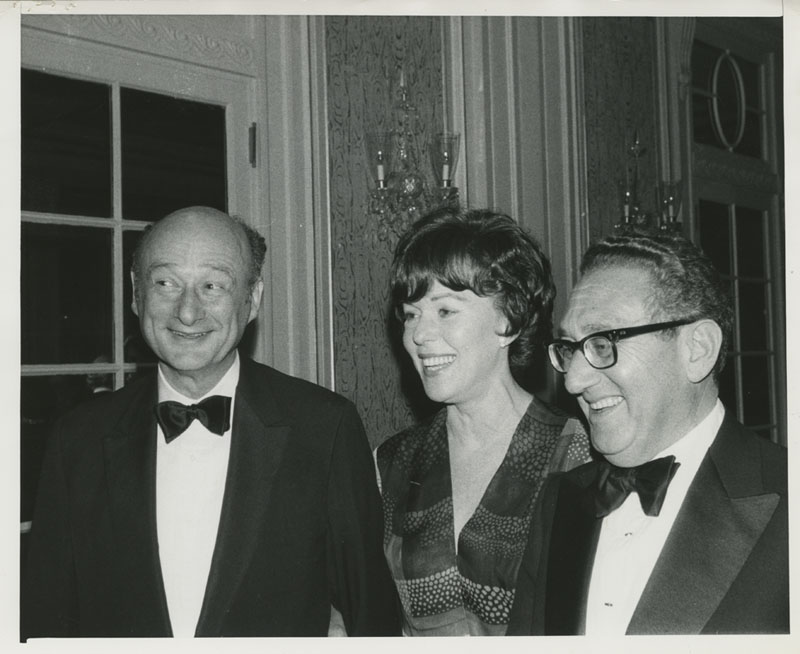
Ed Koch, Myerson, y Henry Kissinger, 1977

Unos años después de oírla hablar en un acto de la ADL, el productor de televisión Walt Framer contrató a Myerson para el concurso de los años cincuenta The Big Payoff. Fue la "dama de visón", que lució el abrigo de visón del gran premio y presentó a los invitados y los premios durante todo el programa de 1951 a 1959. Reconocida por su ingenio y su trabajo, en 1954 Myerson participó como jurado en el concurso The Name's the Same y de 1958 a 1967 en I've Got a Secret. Sustituyó regularmente a Dave Garroway en Today Show. También fue presentadora de la retransmisión televisiva del concurso Miss América de 1954 a 1968.
Myerson dejó sus otros compromisos en 1969, cuando fue nombrada por el alcalde John V. Lindsay primera comisionada del New York City Department of Consumer Affairs. Su carrera como publicista de varios productos en los años 50 y 60 la llevó a ser asesora de varias empresas de productos de consumo. En su puesto en asuntos de consumo, que ocupó hasta 1973, se convirtió en pionera de la ley de protección del consumo.
También formó parte de varias comisiones presidenciales sobre violencia, salud mental, cuestiones laborales y hambre en las décadas de 1960 y 1970. Myerson fue compañera frecuente en público del entonces congresista Ed Koch a finales de la década de 1970 y al principio de sus ambiciones como alcalde, y presidió su exitosa campaña de 1977 para la alcaldía de Nueva York.
En las elecciones al Senado de los Estados Unidos de 1980, Myerson compitió por la nominación demócrata en Nueva York contra la congresista Elizabeth Holtzman, el fiscal del distrito de Queens John J. Santucci y Lindsay. Myerson perdió ante Holtzman por un amplio margen. Posteriormente, Holtzman fue derrotada por Al D'Amato.
En 2002, Myerson apareció en el documental Miss America como antigua entrevistada.

### The "Bess Mess"
Tras su paso por el gobierno de Koch en 1983 como comisaria del Department of Cultural Affairs, la carrera de Myerson se vio ensombrecida por la polémica. Mantuvo una relación sentimental con Carl Andrew Capasso, un contratista de alcantarillado casado. Pronto se supo que Hortense Gabel—la jueza que llevaba el caso de divorcio de Capasso—había empezado a relacionarse con Myerson. La hija del juez Gabel (Sukhreet) también fue contratada por Myerson. Después de que Gabel recortara la pensión alimenticia de Capasso, se empezó a investigar si Gabel había sido sobornada. En abril de 1987, después de que Myerson se acogiera a la Quinta Enmienda, se vio obligada a dimitir de su cargo en la administración Koch. El escándalo se conoció como  "Bess Mess".
Myerson, Capasso y Gabel fueron acusados un año después y juzgados por cargos federales de conspiración, fraude postal, obstrucción a la justicia y uso de instalaciones interestatales para violar las leyes estatales de soborno, acusados de conspirar para reducir los pagos de manutención de los hijos de Capasso. Con Sukhreet como testigo principal de la acusación, la cuestión principal en el juicio ante el Corte de Distrito de los Estados Unidos era si la decisión de Myerson de contratar a Sukhreet constituía soborno. Tras cuatro meses de juicio, los tres acusados fueron absueltos. Capasso permaneció en prisión, tras haber sido condenado anteriormente por cargos fiscales no relacionados.

### Vida personal
En octubre de 1946, Myerson se casó con Allan Wayne, un capitán de la Marina estadounidense recién licenciado. Tuvieron una hija, Barbara, nacida en 1947. El matrimonio se vio empañado por la violencia doméstica y la pareja se divorció al cabo de once años. El segundo matrimonio de Myerson fue con el abogado Arnold Grant, que adoptó legalmente a su hija en 1962. La pareja se divorció a principios de la década de 1970. Su hija Barbara se convirtió en actriz, directora y guionista, más conocida como Barra Grant.
Antes de que comenzara su juicio federal, Myerson fue detenida en mayo de 1988 por hurto en unos grandes almacenes de South Williamsport, Pensilvania. Se declaró culpable de hurto y se le impuso el pago de una multa.
Myerson estaba muy vinculada a sus raíces judías, y fue filmada en una conversación con el Lubavitcher Rebbe. Donó fondos para ayudar a construir el "Bessie's Bistro" en el Jewish Museum of Florida-FIU en memoria de sus padres Bella y Louis Myerson, que vivían en el barrio cercano al museo.
Myerson sobrevivió a un cáncer de ovarios en la década de 1970 y sufrió un derrame cerebral leve en 1981, del que se recuperó totalmente. En 2002 se trasladó a Florida y más tarde a California, donde permaneció hasta su muerte. En 2013 se informó de que sufría demencia.

### Muerte
Myerson falleció el 14 de diciembre de 2014 en Santa Mónica, California, a la edad de 90 años. Su muerte no se anunció públicamente de inmediato, pero fue confirmada por la Oficina del Forense del Condado de Los Ángeles tres semanas después de su fallecimiento. Fue enterrada en el Woodlawn Memorial Cemetery de Santa Mónica.[cita requerida]

## Lectura adicional
- Alexander, Shana (1990). When She Was Bad: The Story of Bess, Hortense, Sukhreet & Nancy. New York: Random House. ISBN 0394576063.
- Dworkin, Susan (2000). Miss America, 1945: Bess Myerson and the Year that Changed our Lives (1st pbk. edición). New York: Newmarket Press. ISBN 1557043817.
- Morrisroe, Patricia (30 de marzo de 1987). «Bess and the Mess». New York magazine.
- Preston, Jennifer (1990). Queen Bess: An Unauthorized Biography of Bess Myerson. Chicago: Contemporary Books. ISBN 0809245302.
- Shindle, Kate (2014). Being Miss America: Behind the Rhinestone Curtain.. Austin: Univ Of Texas Press. ISBN 978-0292739215.